# Filip Mirkulovski
Filip Mirkulovski (Skopje, 14 de septiembre de 1983) es un exjugador macedonio de balonmano que jugaba como central. Su último equipo fue el HSG Wetzlar de la Bundesliga. Fue un componente de la selección de balonmano de Macedonia del Norte.

## Palmarés

### Metalurg
- Liga de Macedonia de balonmano (6): 2006, 2008, 2010, 2011, 2012, 2014

- Copa de Macedonia de balonmano (5): 2006, 2007, 2010, 2011, 2013

## Clubes
- RK Metalurg Skopje (2003-2004)
- RK Mladost (2004-2005)
- RK Metalurg Skopje (2005-2015)
- TSV Hannover-Burgdorf (2015)
- HSG Wetzlar (2015-2022)